# Open House (Jimmy Smith)
| Recensione | Giudizio |
| ---------- | -------- |
| AllMusic   | [ 3 ]    |

Open House è un album discografico dell'organista jazz statunitense Jimmy Smith (a nome The Incredible Jimmy Smith), pubblicato dalla casa discografica Blue Note Records nel gennaio del 1968.

## Tracce

### LP
Lato A
1. Open House – 16:10 (Jimmy Smith)
2. Old Folks – 4:50 (Dedette Lee Hill, Willard Robinson)

Lato B
1. Sista Rebecca – 11:00 (Jimmy Smith)
2. Embraceable You (Ira Gershwin, George Gershwin)

- La durata del brano Embraceable You non veniva riportata sull'album originale (e successivi)

## Formazione
- Jimmy Smith - organo
- Jackie McLean - sassofono alto (brani: Open House, Sista Rebecca e Embraceable You)
- Blue Mitchell - tromba (brani: Open House e Sista Rebecca)
- Ike Quebec - sassofono tenore (brani: Open House, Old Folks e Sista Rebecca)[4]
- Quentin Warren - chitarra
- Donald Bailey - batteria

Note aggiuntive
- Alfred Lion - produttore
- Rudy Van Gelder - ingegnere delle registrazioni
- Francis Wolff - foto copertina album originale
- Reid Miles - design copertina album originale
- Leonard Feather - note retrocopertina album originale[5]